# Terorism

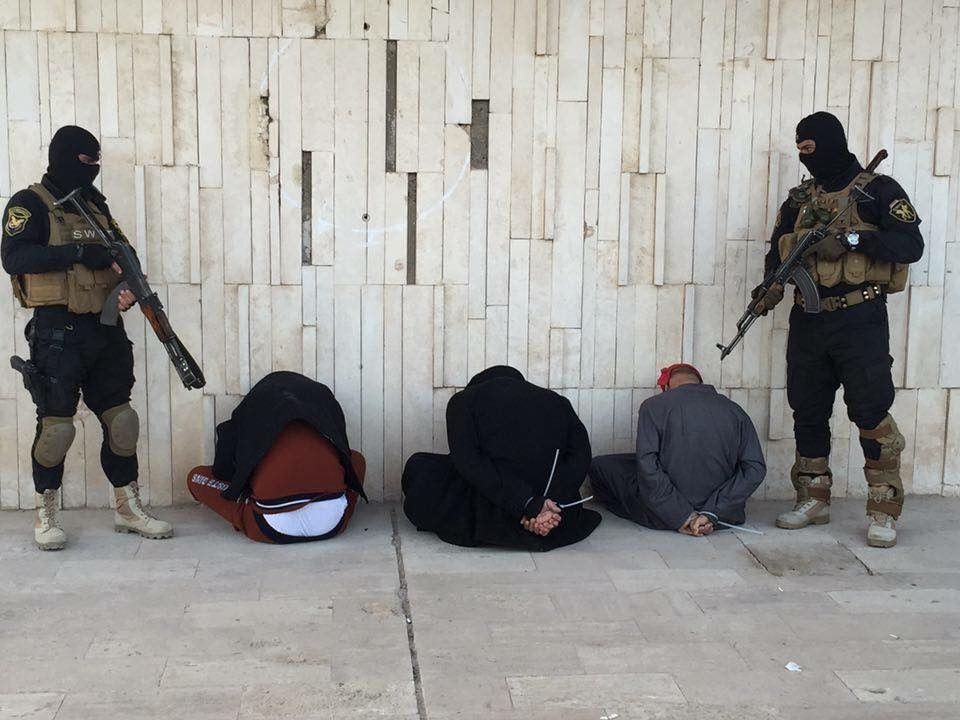

Terorismul nu are o definiție unanim acceptată. Dificultatea definirii provine atât din complexitatea sa cât și dintr-o largă divergență de poziții ale persoanelor, organizațiilor sau statelor implicate în lupta antiteroristă.

O definiție simplă este cea de „scop și metodă”: 

Terorismul este o tactică de luptă neconvențională folosită pentru atingerea unor obiective politice. El se bazează pe acte de violență spectaculară acționate asupra unor populații neimplicate în mod direct în conflict dar cu potențial de presiune asupra conducerii, câteodată conducerea face acte de terorism asupra populației (stat, organizații, categorii sociale sau, împotriva unui grup de persoane civile) în sensul scontat de teroriști - producerea unui efect psihologic generalizat de panică și intimidare, augmentat de folosirea manipulativă a mediei, cu scopul atingerii unui obiectiv greu de realizat prin mijloace democratice sau convenționale.

Terorismul poate fi:
- un fenomen caracteristic conflictului asimetric, fiind purtat de pe poziții inferioare de forță (militară, politică sau economică),
- sau purtat de state, grupe de state, organizații statale, organizații extra  parlamentare, sau interstatale, ca o formă de război nedeclarat, neconvențional, care face intenționat abstracție de la regulile impuse de Convențiile de la Geneva.

În multe cazuri terorismul este în mod greșit asimilat cu insurgența, fanatismul, războiul psihologic, crimele de război și atrocitățile comise de forțe armate regulate sau cu operațiuni clandestine. Câteodată această confuzie este întreținută în mod intenționat din rațiuni de propagandă.

## Definiții ale terorismului
Dificultatea definirii terorismului este o problemă de percepție culturală, politică și socială a actului de violență și a scopului politic urmărit prin teroare.
Deși țintele pot fi diferite: 
- cucerirea opiniei publice prin manipulare mediatică (poziția mediei, care se bazează, în marea majoritate a cazurilor, pe o comunitate de interese, terorismul crescând rating-ul, manipulată și manipulatoare, devine centrală în triunghiul conflictual teroriști-populație-conducere);
- acțiuni de „pedepsire” și răzbunare pentru nedreptăți reale sau imaginare;
- atingerea unor obiective politice: schimbarea conducerii, schimbarea sistemului de guvernare,  impunerea unor alte linii de conduită, religioasă, politică, morală, economică,  cuceriri teritoriale etc.

Metoda va fi - prin definiție - în mod intenționat violentă și spectaculară aplicată asupra unei populații civile, neangajate direct în conflict, dar cu potențial de a influența conducerea-țintă.
Într-un studiu al terorismului, Alex Schmid, analizează conținutul pentru 109 definiții ale terorismului găsind următoarea frecvență a conceptelor folosite:
- Violență și forță (apar în 83,5% dintre definiții)
- Motivații politice (65%)
- Frică, accent pe teroare (51%)
- Amenințare (47%)
- Efecte psihologice și reacții anticipate (41,5%)
- Discrepanță între obiective și victime (37,5%)
- Acțiuni intenționate, planificate, organizate și sistematice (32%)
- Metodă de luptă, strategie și tactică (30,5%)

### Definiția terorismului la Liga Națiunilor (1937)
Toate actele criminale îndreptate împotriva unui stat sau făcute ori planificate pentru a crea o stare de teroare în mintea anumitor persoane, a unui grup de persoane sau a publicului larg.
Această definiție largă și voit ambiguă reflectă preocupările guvernelor interbelice de a face față pericolului pus de mișcările anarhiste, comuniste, cât și a celor de eliberare de sub ocupația colonială. Această definiție a fost folosită inclusiv de către guvernul britanic pentru a justifica reprimarea mișcării pașnice pentru obținerea independenței Indiei.

### Definiții ale terorismului înStatele Unite

#### Definiția Codului Federal alStatelor Unite
Folosirea ilegală a forței și violenței împotriva unor persoane sau proprietăți, pentru intimidarea sau pedepsirea unui guvern, a populației civile, sau a unui segment de populație, făcută în scopul atingerii unor obiective politice sau sociale.
Această definiție este criticată pentru introducerea conceptului de "act terorist pentru pedepsire", în urma atentatului terorist din Oklahoma, atentat al cărui principal motiv se pare că a fost pedepsirea FBI-ului pentru intervenția împotriva sectei Davidienilor din Texas|Waco]], Texas.

#### Definiția Departamentului Apărării al Statelor Unite
Folosirea calculată a violenței ilegale pentru a instaura frica, în vederea intimidării sau pedepsirii guvernelor sau societăților, pentru atingerea unor scopuri în general politice, religioase sau ideologice.
Și această definiție este puternic criticată pentru că permite aplicarea conceptului de terorism la nivel statal (stat terorist) și introduce arbitrarul legalității conferit de tribunalele americane.
De exemplu uciderea unor cetățeni civili iranieni ar putea să fie considerată legală de către guvernul american și deci nu ar constitui un act de terorism. Acest argument a fost folosit pentru sprijinul american acordat grupării teroriste anti-iraniene mujahedine Khalq (MEK). Membrii acestui grup au primit în mod oficial statutul de "persoane protejate" din partea guvernului american, chiar dacă MEK se află pe lista oficială de grupări teroriste, elaborată de Departamentul de Stat American.3

#### Definiția Legii „Patriot”
Este considerată ca una dintre cele mai vagi, interpretabile și arbitrarii definiții ale terorismului atât de criticii liberali cât și cei conservatori:
"...acte periculoase pentru viața umană care se produc cu încălcarea codului penal al Statelor Unite ale Americii sau al oricărui Stat (din componența SUA)."

### Definiția Legii Terorismului dinMarea Britanie, din 2001[1]
În legea adoptată în februarie 2001 în Marea Britanie, definiția actului de terorism este atât de largă încât include nu numai orice folosire a violenței și a amenințării pentru atingerea unor obiective politice, ideologice sau religioase, dar și "perturbarea sau interferența serioasă în funcționarea unui sistem electronic."
De asemenea sunt considerate ca acte teroriste acțiuni de amenințare cu folosirea armelor de foc sau a explozivilor care nu au ca scop influențarea guvernului sau crearea unei stări de teroare.
Această lege este foarte criticată, pe motiv că permite o definire mult prea largă a termenului de terorism și creează un potențial pentru abuzuri din partea guvernului. Criticii acestei legi argumentează punctul lor de vedere cu multe exemple ipotetice (unele chiar comice și absurde) cum ar fi cel al unui activist ecologist, care în semn de protest ar amenința numai că va folosi o armă de vânătoare pentru a-și distruge propriul calculator, și conform textului legii ar fi considerat un terorist.

## Erori de definire a terorismului
Erorile de definire a terorismului au multiple surse. Cele mai citate cauze pentru erorile de definire a terorismului sunt:
1. Efectele emoționale de conflict.
2. Propaganda și dezinformarea tactică a părților în conflict.
3. Ambivalența tactică a părților în conflict.
4. Discrepanța de percepție culturală și/sau folosirea sa manipulativă.

### Efectele emoționale de conflict
În oricare situație de conflict, prezența unui pericol iminent duce la o puternică implicare emoțională a fiecărui individ. Astfel apare o tendință de demonizare a inamicului „terorist" și de etichetare simplistă a teroriștilor ca fanatici, criminali iraționali, persoane de o cruzime absolută sau bolnavi mintal.
Această tendință este contraproductivă, pentru că împiedică formularea unor tactici eficiente de luptă antiteroristă si chiar poate amplifica efectul de psihoză generalizată urmărit de teroriști.
Un exemplu tipic de efect emoțional de conflict a apărut în timpul Revoluției din decembrie 1989 din România, fiind responsabil pentru multe victime accidentale produse de starea de confuzie și psihoza generală.

### Propaganda și dezinformarea oficială
În mod paradoxal, este foarte frecventă tendința de exagerare și amplificare a pericolului terorist, chiar de către puterea politică de stat responsabilă cu protecția cetățenilor. Prin exagerarea pericolului terorist lideri, guverne sau partide politice pot căpăta puteri politice crescute, fonduri, justificate de o stare de necesitate („situații excepționale impun măsuri excepționale").
Cel mai cunoscut caz de exagerare a pericolului terorist este legat de incendierea Reichstag-ului german. În noaptea de 27 spre 28 februarie 1933, clădirea Reichstag-ului a fost cuprinsă de flăcări, sala plenară și unele încăperi învecinate au ars complet. Această incendiere intenționată nu a fost clarificată nici până azi, dar naziștii germani au luat incendiul drept pretext pentru impunerea politicii lor. Prin propagandă și dezinformare acest act a fost amplificat pentru a crea imaginea falsă de covârșitor pericol al unui „terorism comunist evreiesc", imagine care a făcut posibilă ascensiunea la putere a lui Adolf Hitler în Germania interbelică 

### Ambivalența tactică a părților în conflict
În unele cazuri este foarte greu de diferențiat între mișcări de insurgență legitimă și grupări teroriste. Același grup poate adopta și tactici teroriste și tactici legitime de insurgență (unele grupuri de luptători/teroriști ceceni cum ar fi cel condus de cecenul Șamil Basaev). Deosebirea se bazează pe metodică: insurgenții acționează direct asupra țintei, în timp ce teroriștii acționează indirect, prin terorizarea populației neparticipante la conflict
În același conflict pot acționa în paralel și grupuri teroriste și grupuri de insurgență propriu-zisă (ca în cazul războiului din Irak).
Aplicarea unei etichete generale și simpliste de terorism este de asemenea contraproductivă, ducând de obicei la creșterea influenței și virulenței grupării sau facțiunii teroriste.

### Discrepanța de interpretare
Etichetarea ca „terorism” implică automat ilegitimitatea mijloacelor folosite pentru atingerea unui obiectiv politic, ideologic sau religios. În cazul în care între părțile aflate în conflict există discrepanțe culturale majore, conceptul de legitimitate nu mai este unic și aceleași fapte pot fi considerate ca acte teroriste sau acțiuni legitime de insurgență, în funcție de apartenența și interesele relatantului.
Astfel, în Conflictul arabo-israelian din Orientul Mijlociu acțiunile armatei israeliene de „eliminare cu țintă precisă" a organizatorilor arabi de acțiuni contra populației israeliene sunt considerate în Israel ca acțiuni legitime antiteroriste, acționate de armata unui stat democrat, aflată sub control juridic și parlamentar, deși produc uneori și victime inocente (victime colaterale), în timp ce în lumea arabă sunt considerate ca acțiuni teroriste. Într-o situație identică se află unitățile militare de supraveghere din Afganistan, inclusiv unități ale Armatei Române, în lupta contra Talibanului.
Extrema dreaptă franceză continuă să dispute legitimitatea acțiunilor Rezistenței franceze de asasinare a colaboraționiștilor, în timpul celui de-al doilea război mondial.

## Puncte de reper pentru definire
Definirea și înțelegerea corectă și completă a fenomenului de terorism sunt absolut necesare pentru elaborarea unor strategii și tactici eficiente de luptă antiteroristă. Deoarece nu există un model general valabil, definirea și analiza actului terorist trebuie făcută pentru fiecare caz în parte. Principalele elemente de definire a terorismului sunt:
1. Mijloace: acțiuni violente asupra populației neangajate.
2. Metoda: sabotaj, acte criminale aleatorii, panică.
3. Ținta: civili (necombatanți).
4. Scop: producerea unei schimbări politice majore.
5. Participanții: indivizi sau grupuri care se autodeclară nonstatale.

Al cincilea factor este foarte controversat. Unii analiști susțin punctul de vedere american care consideră că se poate defini noțiunea de "stat terorist". Alții consideră că există numai politicieni, guverne și structuri ale statului ce pot fi implicate în susținerea și promovarea terorismului.

## Organizare
Practic nu există două fenomene teroriste cu același tipar de organizare, iar o clasificare poate fi făcută numai pe baza numărului de persoane implicate direct în acțiunile teroriste:

### Terorism individual
Este un caz foarte rar în care indivizi izolați comit acte de terorism. În general numărul de victime și pagubele materiale produse de acești teroriști sunt reduse, dar efectul de frică și psihoza produsă pot fi serioase.
Terorismul individual este cel mai dificil de combătut.
Adesea, terorismul individual e comis de persoane psihotice. Un celebru terorist individual este Theodore Kaczynski, supranumit în engleză Unabomber.  Absolvent al Universității Harvard, doctor în matematică și fost profesor la Universitatea California Berkley. Suferind de schizofrenie, a comis un număr de 23 de atentate pe parcursul a 18 ani, omorând 3 persoane și rănind alte 18. A fost capturat numai datorită faptului că fratele său i-a recunoscut scrisul, într-un manifest publicat în presă, și a anunțat poliția.

### Grup terorist izolat
Este format în general dintr-un grup mic de persoane care, fiind rude sau prieteni, se cunosc personal înainte de începerea activităților teroriste și decid în mod spontan să treacă la acte de terorism. Este un caz rar și dificil de detectat, combătut și anihilat.
Ca exemplu este considerat cazul teroriștilor Timothy McVeigh și Terry Nichols, responsabili pentru atentatul asupra clădirii FBI din Oklahoma. Există surse care se îndoiesc de faptul că cei doi ar fi un grup izolat și că de fapt Terry Nichols ar fi colaborat cu grupul terorist islamic Abu Sayyaf, în timpul serviciului său militar, la o bază militară din localitatea Cebu din Filipine).

### Grup terorist de franciză
Inițial acest concept de organizare aparținea celulelor anarhiste de la începutul secolului, dar a revenit în actualitate datorită acțiunilor grupului terorist Al Qaeda.
În esență este vorba de încercarea de a oferi o umbrelă ideologică, politică și religioasă comună pentru a favoriza apariția spontană a unui număr mare de grupuri teroriste izolate, care să acționeze pentru atingerea unor obiective asemănătoare fără a avea legături clare de comandă, control și susținere logistică.
Se consideră că acest mod de organizare are o eficiență redusă, compensată fiind de formarea unui număr mare de celule.
Elementele de noutate aduse de Al Qaeda în terorismul de franciză sunt:
1. Elaborarea unei ideologii extremiste complexe, bazată pe ideea unei conspirații creștino-evreiești („cruciați și sioniști") care e pe punctul de a subjuga total lumea islamică și a distruge religia musulmană.
2. Spre deosebire de anarhie, Al Qaeda menține un monopol ideologic total asupra conținutului ideatic de franciză, cu trăsături evidente de branding.
3. Folosirea intensivă a internetului pentru răspândirea francizei, atragerea de noi aderenți și ducerea campaniei de propagandă a propriei audiențe.
4. Elaborarea unui pachet de franciză complet. Al Qaeda pune la dispoziția oricărui doritor, nu numai baza ideologică, dar și manuale complete de instrucție (de la metode de acțiune și organizare până la manuale de fabricare a bombelor artizanale) și furnizează la cerere susținere financiară și asistență tehnică dată de instructori, de teroriști.
5. Al Qaeda este primul caz de grup terorist propriu-zis, care își menține modul de organizare convențional, dar în același timp încurajează franciza bazată pe grupuri izolate. Din acest motiv unii analiști consideră că franciza este folosită numai pentru a crea diversiuni sau ca o sursă de carne de tun.

Numărul membrilor organizațiilor teroriste de franciză, în funcție de numărul de grupuri izolate care preiau franciza, poate fi cuprins între zeci și mii, majoritatea acestor membri fiind implicați direct în planificarea și executarea actelor teroriste.

### Grup terorist cu susținere externă
În general orice grup terorist a primit sau va primi în timpul existenței sale susținere de la un stat interesat.
Încă din timpul „războiului rece” au existat grupuri teroriste care nu aveau bază de susținere proprie, fiind de fapt grupuri teroriste organizate și dependente de un stat sau de un grup de state.
În general grupurile teroriste cu susținere externă sunt compuse din până la 20 de membri care sunt cu toții implicați direct în planificarea și executarea actelor teroriste (atribuțiile de suport, comandă și logistică fiind asigurate de unul sau mai multe servicii secrete de stat).
Exemple de terorism cu susținere externă au fost gruparea teroristă condusă de Carlos Șacalul (Carlos Ilici Ramirez - vezi Ion Mihai Pacepa) care a fost sprijinit și de statul comunist român), gruparea teroristă palestiniană Septembrie cel Negru, creată inițial contra Iordaniei, cu baze și susținere în Siria și Liban - gruparea Abu-Nidal din această organizație a organizat atacul terorist contra sportivilor israelieni la Olimpiada de vară de la München, munițiile și armamentul fiind transportate în bagajul unor diplomați bulgari.

### Grup terorist afiliat
Majoritatea organizațiilor teroriste importante sunt afiliate unei mișcări politice, religioase, sau a unui curent ideologic (naționalist, social, ecologist etc.). Aceste organizații mai sunt denumite și grupări teroriste propriu-zise.
Există o mare varietate sub aspectul organizării, metodelor de acțiune și letalității grupurilor din această categorie, elementele lor comune fiind:
1. Organul militar și operativ al unei mișcări (politice, religioase sau ideologice) civile necombatante, cum ar fi:
  - Wahabismul > Al Qaeda
  - Separatismul > ETA, grupul cecen condus de Alsan Mashadov
  - Un partid extremist > „Calea Luminoasă” (în spaniolă Sendero Luminoso)
  - Curente naționalist-islamice > Abu Sayaf, Hamas, Hezbollah
2. Funcționează sub un control exercitat de structura civilă de susținere.
3. Au elemente clare de comandă, control, comunicații și logistică, fapt care, în mod paradoxal, le face mult mai vulnerabile și ușor de infiltrat, supravegheat, combătut și eliminat.
4. În momentul în care structura civilă de susținere devine implicată într-un proces politic democratic, grupul terorist se autodesființează.

Grupurile teroriste afiliate pot avea până la câteva mii de membri, împărțiți în:
-conducători civili și/sau comandanți militari;
-luptători;
-informatori;
-responsabili cu logistica, relații externe - presă, recrutarea de cadre, identificarea elementelor corupte, identificarea țintelor de atacat, etc.

### Organizații de insurgență și terorism
Aceasta e o categorie destul de disputată și e reprezentată de grupurile de insurgență care alunecă pe panta terorismului, sau folosesc terorismul ca supliment tactic și operațional.
Cel mai tipic exemplu de grup de terorism și insurgență este reprezentat de grupul de gherilă columbian FARC.
Unii specialiști consideră IRA ca un exemplu tipic de grup aflat la granița dintre organizațiile de insurgență cu tactici teroriste și grupurile teroriste afiliate.

## Organizare și evoluție
Analiza organizării terorismului este complicată de faptul că, pentru a supraviețui și a-și atinge scopurile, grupurile teroriste trebuie să se transforme și să evolueze în permanență. Exemple în acest sens ar putea fi, de dragul paralelismului și făcând abstracție de discrepanța de amploare, zonele de acțiune, cruzime, colaborarea cu terorismul internațional, etc., dintre cei doi factori adverși, Hagana și Organizația pentru Eliberarea Palestinei (OEP).

Organizația sionistă Hagana („Apărarea”)D
- A fost fondată în Palestina în 1920. În timpul atacurilor armate ale unor grupări paramilitare organizate și a unor grupe neorganizate arabe contra locuitorilor evrei palestinieni (1936-1939) - inspirate și sponsorizate de oficialitățile mandatare britanice cu scopul de a dezbina populația locală și a-și perpetua prezența colonialistă în zonă - conduce acțiuni de apărare, considerate de istoriografia arabă drept acte teroriste împotriva populației arabe civile.
- Deși menționată ca o grupare teroristă ilegală de către administrația britanică a Palestinei, colaborează cu forțele de securitate britanice în reprimarea revoltelor arabe („Plutoanele de Noapte”, unități evreiești de apărare de sub îndrumarea căpitanului (apoi, general) britanic Orde Wingate, decorat cu DSO - pentru activitatea sa în Palestina), și ca luptători în cadrul armatei britanice în Al doilea război mondial.
- În 1941 Hagana devine oficial o forță paramilitară, participând sub comandă britanică la efortul de război.
- Un grup de militanți evrei s-au separat în 1930 de Hagana, formând organizația sionistă Irgun (Organizarea Militară Națională, în ebraică Irgun Țvai Leumi, EȚEL considerată de britanici teroristă (a luptat contra mandatului britanic în Palestina și a restrictivelor „Cărțile albe britanice care limitau drastic emigrarea refugiaților evrei din Europa spre Palestina) care va rămâne permanent în ilegalitate.
- Din 1945 Hagana participă alături de Irgun la lupta împotriva ocupației britanice.
- Pe data de 22 iulie 1946, Irgun-ul (condus de Menahem Begin) detonează o bombă artizanală  de 350 kg de explozibil în hotelul Regele David din IerusalimE, sediul Cartierului General britanic în Palestina mandatară, unde erau cazați mulți ofițeri britanici. Anunțul telefonic prealabil nu a fost luat în considerație. Victimele atentatului au fost 91 de morți (28 britanici, 41 arabi, 17 evrei și 5 de alte naționalități) și 45 de răniți. În urma acestui atentat Regatul Unit se retrage din Palestina, returnând mandatul Organizației Națiunilor Unite
- După retragerea britanică, Irgun devine un partid politic, iar Haganah e transformată în Țahal (Forțele Armate Israeliene).

Organizația pentru Eliberarea Palestinei (OEP)F
- A fost fondată în 1964 ca o organizație umbrelă, reunind mișcări paramilitare palestiniene de insurgență.
- Mișcarea de gherilă Fatah sub conducerea lui Yasser Arafat începe o campanie intensă de terorism pe teritoriul israelian. În 1968 o unitate a armatei israeliene lansează un atacG împotriva bazei militare Fatah situată la Al Karameh, pe teritoriul iordanian, la granița cu Israelul, bază de atacuri palestiniene permanente asupra satelor israeliene din zonă. Rezistența luptătorilor palestinieni și intervenția tancurilor „Legiunii Arabe” iordaniene transformă operațiunea într-un eșec pentru Israel, iar Arafat devine cel mai proeminent lider palestinian Operațiunea Al Karameh].
- Arafat devine conducătorul OEP în 1969, transformând-o într-o organizație tipică de insurgență și terorism și sprijinită masiv de majoritatea statelor arabe și de statele blocului sovietic și neangajate.
- După o serie de atacuri teroriste contra Statului Iordanian, contracarate sângeros de armata iordaniană în septembrie 1970, OEP este expulzată din Iordania. „Septembrie cel Negru” va deveni numele unei sub-organizații a OEP, cunoscută ca autoarea atacului terorist contra delegației sportive israeliene la Olimpiada de la Munchen. OEP va continua să execute acțiuni teroriste împotriva Israelului pornind din bazele de pe teritoriul libanez, devenit un fel de „Fatahland”.
- Atentatul terorist palestinian de la Olimpiada din München (1972), unde au fost asasinați 11 sportivi israelieni aduce o imensă publicitate și prestigiu în lumea arabă pentru Arafat, iar o abilă manipulare a mass-media din Europa de vest conferă o aură romantică terorismului palestinian.
- Sudul Libanului devenise o imensă bază de antrenament teroristă condusă de OEP și sponsorizată de „Lagărul Țărilor Luptătoare Pentru Pace” (comuniste - în bazele OEP s-au antrenat și reorganizat, printre alții, Carlos, teroriști din gruparea Baader-Meinhof, din Armata Roșie Japoneză, etc.). La 30 mai 1972 japonezii Yasuyuki Yasuda și  Tsuyoshi Okudaira, conduși de Kōzō Okamoto, membrii ai „Armatei Roșii Japoneze” antrenați în bazele OEP din sudul Libanului, au aterizat la aeroportul israelian „Ben-Gurion" (Lod) cu un avion Air France venit din Roma și au declanșat un sângeros masacru printre pasagerii din aeroport Israelul a decis să elimine această amenințare permanentă la securitatea sa. În urma invaziei israeliene din Liban (1982) („Primul război libanez”), OEP, înfrânt și cu bazele distruse, se exilează în Tunisia.
- Masacrul din taberele de refugiați palestinieni Sabra și Shatila executat de grupări insurecționale creștine libaneze, fără ca armata israeliană, care nu fusese informată, să intervină suficient de prompt pentru a le împiedica, este folosit propagandistic, cu abilitate de OEP acuzând Israelul de responabilitate 
- Arafat lansează prima Intifadă în 1987.
- În 1988, Arafat este primit în Adunarea Generală ONU, unde declară renunțarea la terorism și recunoașterea dreptului la existență a Israelului, OEP urmând să se transforme într-o mișcare politică. Țările din blocul comunist și cu vederi de stânga se grăbesc să-i acorde recunoașterea internațională ca reprezentant legitim al poporului palestinian. Actele teroriste împotriva Israelului sunt continuate de mici grupări teroriste neoficiale, cu denumiri ad-hoc, și în special, de gruparea islamistă de inspirație iraniană Hamas.
- În urma acordului de la Oslo, Arafat primește aprobarea Israelului de a se întoarce în teritoriile Palestinei, în zona devenită ulterior Autoritatea Națională Palestiniană iar în 1996 este ales în funcția de președinte al Autorității Palestiniene cu o majoritate de 82% din voturi.

Epilog
- Primul ministru israelian, Menahem Begin (fost lider al Irgunului) primește în 1978 Premiul Nobel pentru Pace pentru semnarea tratatului de pace cu Egiptul
- Președintele Yaser Arafat primește în 1994 Premiul Nobel pentru Pace împreună cu primul ministru israelian Ițhak Rabin (general de armată, fost șef de operații în Hagana) și Șimon Peres (fost șef de cadre în Hagana).
- Acțiuni teroriste palestiniene contra populației civile israeliene continuă și astăzi.

## Cauzele terorismului
Înțelegerea corectă a cauzelor terorismului este esențială pentru adoptarea unor strategii de combatere a acestui fenomen cât și pentru reducerea numărului de victime și a efectelor negative sociale, politice sau economice.
Efortul de analiză și înțelegere corectă și completă a acestor cauze nu trebuie în nici un caz confundat cu încercarea de a justifica actele teroriste. 'Nu poate exista nici un fel de justificare morală pentru actele teroriste, indiferent de legitimitatea cauzelor invocate.'
De asemenea înțelegerea cauzelor terorismului nu are nimic de a face cu atitudinea de capitulare și satisfacere necondiționată a obiectivelor grupurilor teroriste.
De obicei mass-media oferă explicații emoționale și simpliste pentru a explica terorismul ca pe un fenomen deviant, prezentând teroriștii ca pe oameni frustrați, a căror copilărie și tinerețe a fost traumatizantă psihic sau care, chiar dacă provin din familii bogate, au suferit de lipsa  afecțiunii. Ca exemplu este citat Giangiacomo Feltrinelli, care se trăgea dintr-o familie extrem de bogată dar care a crescut în grija unor guvernante germane și a fost întotdeauna tratat cu răceală.
Majoritatea analiștilor susțin că terorismul are o cauză strict politică. Orice mișcare teroristă ce capătă suficient acces la putere politică pentru a-și promova obiectivele, renunță la terorism din proprie inițiativă.
Motivele specifice ale terorismului pot fi foarte diverse, dar cele mai comune sunt:

### Obținere de bani și avantaje
Unul dintre scenariile cele mai temute în țările vestice - prelucrat de industria hollywoodică -  este obținerea de arme neconvenționale (chimice, biologice, nucleare) de către un grup nestatal, stat instabil sau care are interesul să la comercializeze. Scenariul clasic este următorul: Entitatea dispune de 2 bombe nucleare. Guvernul (SUA) primește o amenințare cu distrugere a unui oraș dacă o sumă mare de bani nu este transferată entității. Americanii nu iau în serios prima amenințare. Entitatea își publică amenințarea și o listă de ținte și detonează prima bombă nucleară. Guvernul american plătește suma și încearcă să dea de urma teroriștilor. 
Cu o parte din banii primiți entitatea cumpără alte bombe și amenință detonarea lor dacă se încearcă capturarea lor. Ei pot să-și îmbrace gigantica lor operație de estorcare în religie, anti-globalizare, anti-Vest sau orice altă idee de circulație, pentru a dezorienta opinia publică.

### Dorința de a răspândi un mesaj
Actul de violență este comis numai pentru a atrage atenția unei stări de fapt, a transmite un mesaj sau pentru a aduce niște idei în dezbaterea publică. Teroriștii sunt mai preocupați de cantitatea și calitatea "timpului de antenă" decât de provocarea unui număr mare de victime.
Cele mai cunoscute cazuri sunt:
1. Theodore Kaczynski - Unabomber, suferind de schizofrenie, a comis un număr de 23 de atentate pe parcursul a 18 ani, numai pentru a obține publicarea propriilor "manifeste" (ce conțineau un program delirant neoludist împotriva tehnologiei moderne).
2. „Weather Underground”, grup terorist hippie, care între 1969 și 1975 a acționat în SUA pentru a protesta împotriva războiului din Vietnam și a campaniei dusă de poliție și FBI împotriva mișcărilor pentru drepturile civile.

### Terorismul „justițiar”
Terorismul justițiar a fost numit astfel deoarece are ca țintă și pretext răzbunarea și pedepsirea unor acțiuni considerate de teroriști nedrepte. Terorismul justițiar este destul de rar, fiind de obicei responsabil pentru asasinate politice.
Exemple:
1. Asasinarea lui Armand Călinescu de către legionari ca „pedeapsă pentru rolul jucat de acesta în asasinarea lui Corneliu Zelea Codreanu.
2. Asasinarea primului ministru indian, Indira Gandhi, de către un soldat sikh (aparținând unui grup terorist religios-etnic sikh) din garda personală de pază, pentru responsabilitatea sa în masacrul sikhilor comis de armata indiană la asaltul Templului de Aur din Punjab.
3. Asasinarea primului ministru israelian, Ițhak Rabin de către Igal Amir, secondat de fratele său (o grupare teroristă formată din două persoane), extremiști de dreapta, pentru semnarea Acordului de la Oslo, considerat de ei ca un act de trădare națională.
4. Atentatul împotriva clădirii FBI din Oklahoma, comis de un grup terorist izolat ca pedeapsă pentru operațiunea FBI împotriva sectei Davidienilor din Waco, Texas.

### Fanatismul religios
Fanatismul religios poate constitui un substrat fertil, o bază de susținere a unor grupări, sau organizații teroriste, deși adesea, ei folosesc manipulativ acest fanatism pentru propriile interese.  Motivul real al terorismului Al-Qaida rămâne ocult, dar propaganda acestui grup se folosește abil de fanatismul islamic pentru a justifica politica de teroare și pentru a amplifica efectele actului terorist.
Alte exemple de folosire a fanatismului religios în scopuri teroriste:
1. Atentatul cu serină comis de secta apocaliptică Aum Shinrikyo în metroul din Tokyo în 1995 soldat cu 12 morți și câteva mii de spitalizați. Anchetatorii poliției japoneze au considerat că scopul atacului nu a fost pentru a grăbi un final apocaliptic al lumii, ci pentru a distrage atenția poliției de la o anchetă criminală asupra liderului sectei.
2. Atentatele comise de teroriști izolați sau de către grupuri izolate fundamentalist creștine, împotriva unor medici și clinici unde se practicau avorturi în SUA.
3. Asasinarea de către extremiști islamici a traducătorului japonez (în 1993) și rănirea gravă a editorului norvegian (în 1995) al cărții „Versetele Satanice”, cartea scriitorului britanic anatemizat Salman Rushdie, considerată o blasfemie criminală la adresa Profetului Mahomed.

### Subminarea autorității de stat
Deși multe grupări teroriste urmăresc ca obiectiv secundar subminarea puterii de stat, numai pentru mișcarea anarhistă a reprezentat motivul principal pentru activitatea teroristă.

### Lupta pentru eliberare, emancipare și obținerea puterii politice
Se spune că în timp ce insurgența este strategia săracului, terorismul este strategia săracului disperat. Multe grupări teroriste sunt motivate de idealuri legitime ce nu pot fi obținute pe căi politice, militare sau economice:
- Lupta împotriva Apartheidului - UmKhonto we Sizwe (MK) grup terorist afiliat Congresului Național African (Africa de Sud)
- Lupta pentru independență sau autonomie - Mișcarea separatistă bască ETA, Armata Republicană Irlandeză (IRA), Frontul de Eliberare al Quebecului (FLQ), Organizația Tigrii Tamili (ELAM)
- Lupta pentru emancipare economică și politică: Mișcarea Zapatistă și mișcările comuniste și anarhiste de insurgență și terorism.

În undele cazuri, idealurile legitime care au fost motivele inițiale, pe parcursul alunecării pe toboganul violenței se pervertesc și se transformă într-un amestec demagogic numai pentru a justifica o continuare a violenței. Unul din exemplele cele mai clare este Manifestul FLQH în care revendicările de autonomie sunt amestecate cu idei de stânga, lupta anticorupție, protestul anti-federalist, revendicări sindicale etc.
În alte cazuri organizațiile teroriste apelează la dezinformare și manipulare pentru a recruta noi membri sau a-și extinde influența. Această dezinformare și manipulare poate fi făcută într-un mod foarte profesionist și credibil. De exemplu, Al Qaida, pe lângă propagandă jihadistă, a difuzat pe data de 13 decembrie 2004 un videoclip de propagandă și dezinformare în limba engleză, având ca țintă tineretul musulman din Vest în care, din oportunism tactic, Al Quaeda încearcă să se prezinte ca o mișcare de rezistență propriu-zisă, promovând jihadul global în numele rezistenței împotriva ocupației Irakului:. 6 emis de Plutonul de (luptă) mass-media al Armatei Jihadului Islamic din 10 decembrie 2004]

## Rezultatele terorismului
În conflictul asimetric dintre puterea de stat și terorism primele victime sunt cetățenii inocenți, care sunt afectați fie de actul terorist propriu-zis, fie de răspunsul exagerat al organelor de stat, fie de efectele economice colaterale.
"Nicio crimă politică nu poate ajunge la malurile adevărului" a spus celebrul romancier Leonardo Sciascia, dar a fost contrazis de multe ori de istoria terorismului.
Rezultatele terorismului depind însă în final de alegerea majorității populației civile necombatante de a susține puterea de stat sau cauza (dar niciodată metodele) teroriștilor. Astfel terorismul poate avea ca rezultat:
1. Atingerea totală a scopurilor politice. În ciuda opiniei generale, terorismul este o metodă eficientă de obținere a unei revendicări politice. Dacă organizația teroristă e afiliată unei mișcări politice (grup terorist afiliat), iar motivele sunt susținute de majoritatea populației civile implicate în conflict, victoria e numai o problemă de timp. Cele mai cunoscute cazuri sunt:
  - Formarea statului Israel, pentru mișcările Haganah și Irgun
  - Formarea Autorității Naționale Palestiniene, pentru Fatah, OEP
  - Abolirea politicii de Apartheid în Africa de Sud, pentru UmKhonto we Sizwe
2. Atingerea parțială a scopurilor politice:
  - Acordurile din Vinerea Bună (Good Friday Accords) -IRA
  - Obținerea de drepturi suplimentare pentru canadienii de origine franceza din Quebec - FLQ
  - Obținerea retragerii trupelor spaniole din Irak înainte de termen prin schimbarea cursului alegerilor din Spania, în urma atentatelor de la Madrid din 11 martie 2004. - Al Qaeda
3. Prelungirea ciclului de Violență. Este un caz tragic de remiză între puterea politică și terorism, exemplele cele mai cunoscute fiind:
  - Războiul civil din Columbia
  - Conflictul din Cecenia
4. Pornirea unui război. Actul terorist fiind folosit de către puterea politică de stat ca pretext pentru pornirea unor războaie. Cele mai cunoscute exemple sunt:
  - Atentatul de la Sarajevo folosit ca pretext pentru Primul Război Mondial.
  - Atentatele din 11 septembrie 2001 care au fost folosite ca argument pentru a justifica invazia din Irak.
5. Restrângerea libertăților individuale sau instaurarea unei dictaturi:
  - Introducerea Legii Patriot (Patriot Act) în SUA ca urmarea a atentatelor din 11 septembrie 2001
  - Introducerea în 1933 a Legii de Împuternicire (Ermächtigungsgesetz) în Germania, ca urmare a incendierii Reichstag-ului, care a fost esențială pentru ascensiunea lui Adolf Hitler la putere.
6. Efecte economice colaterale. Efortul de luptă antiteroristă poate afecta temporar economia unei regiuni sau țări. În unele cazuri efectele pot fi de lungă durată în special în zonele care depind economic de industria turismului cum ar fi:
  - A doua Intifadă și atentatele sinucigașe Hamas care au afectat puternic industria turismului din Israel.
  - Atentatele comise de Jemaah Islamiah în Bali, insulă cu populație majoritar hindusă din Indonezia, pentru care turismul este industria majoră.